# Johannes Brøndum-Nielsen
Johannes Brøndum-Nielsen (Hejlskov, 2 de dezembro de 1881 – Rungsted, 9 de março de 1977) foi um filólogo e professor adjunto de línguas nórdicas na Universidade de Copenhage em 1919, professor de 1926–1952.
Brøndum-Nielsen se tornou um Cavaleiro da Ordem de Dannebrog em 1931 e Comandante de Dannebrog em 1951. Foi enterrado no cemitério Hellerup.